# تشيسلاف ماريك
تشيسلاف ماريك (بالبولندية: Czesław Marek)‏ هو ملحن وعازف بيانو بولندي، ولد في 16 سبتمبر 1891 في برزيميسل في بولندا، وتوفي في 17 يوليو 1985 في زيورخ في سويسرا.

## وصلات خارجية
- تشيسلاف ماريك على موقع ميوزك برينز (الإنجليزية)
- تشيسلاف ماريك على موقع ديسكوغز (الإنجليزية)